# Thorborg Rappe
Ragnhild Thorborg Rappe (Marielund, 4 de octubre de 1832 - 18 de septiembre de 1902) fue una baronesa y pedagoga sueca. Junto a Emanuella Carlbeck, es considerada una pionera en la educación de los estudiantes con discapacidad intelectual en Suecia.

## Biografía
Thorborg Rappe fue hija del noble cortesano Fredrik Rappe y de Charlotta Danielsson, y hermanastra de Emmy Rappe, pionera en la educación de enfermería en Suecia. Fue criada en la casa de sus padres y contrajo matrimonio en 1854 con su primo el barón Carl August Rappe (1828-1877). Vivió en la casa de su esposo hasta 1868, pero tras la gran hambruna de 1867-1868, Carl August acabó arruinado y tuvo que vender sus propiedades y trabajar como funcionario público. Tras su muerte en 1877, Thorborg se mudó a Estocolmo.
De 1878 a 1891 Rappe fue la directora del colegio para niños con discapacidad intelectual en Estocolmo, a cargo de la Föreningen för sinnesslöa barns vård ("Asociación para el cuidado de los niños con deficiencias mentales") y desde el año 1891 hasta su muerte dirigió la "casa para mujeres con discapacidad intelectual" (hemmet för kvinnliga idioter).
Fue la autora del primer libro en sueco sobre la educación de los niños con discapacidad intelectual, el cual se empleó durante muchos años y fue muy influyente en Suecia.
En 1893 fue también la representante enviada por Suecia al Congreso de Mujeres en Chicago.

## Obras
- Några råd och anvisningar vid sinnesslöa barns (idioters) vård. Uppfostran och undervisning ("Algunos consejos e instrucciones para el cuidado de los niños con deficiencia mental (idiotas). Niños y Educación") (1903; publicado en alemán en 1904)
- Arbetshemmet för qvinliga idioter. Utkast ("Tareas del hogar para mujeres idiotas") (1892)
- En studieresa. Berättelse ("Estudio de campo. Informe") (1888).